# Харман, Крис
Крис Харман (англ. Chris Harman; 8 ноября 1942 — 7 ноября 2009) — британский политический деятель, редактор теоретического журнала Социалистической рабочей партии (Великобритания), бывший редактор газеты «Socialist Worker», ведущий теоретик СРП и ИСТ (Международной социалистической тенденции).

## Биография
Родился в рабочей семье. Посещал лекции в Лидском университете, где вступил в организацию «Международных социалистов», и в Лондонской школе экономики, где начал заниматься в докторантуре у Ральфа Милибанда, но не закончил. Печатался в журнале «Агитатор», издававшемся социалистическим обществом Школы. К 1968 году стал ведущим активистом организации «Международных социалистов». Был участником кампании солидарности с Вьетнамом. Подвергся нападкам со стороны других левых за то, что на митинге в Конвэй-Холл обвинил Хо Ши Мина в убийстве лидера вьетнамских троцкистов Та Тху Тхау в 1945 году после возглавляемого ими рабочего восстания в Сайгоне.
В организации «Международных социалистов», которая с 1978 года стала называться Социалистической рабочей партией, Харман был ведущим теоретиком, автором многих книг и статей. Он занимал пост редактора «Socialist Worker» с 1978 по 2004 год (с небольшим перерывом в начале 1980-х годов). Позже был также редактором журнала «International Socialism».
Харман пародируется в романе Тарика Али «Redemption» под именем «Натти Шардман», который боится всех левых, с которыми у него есть теоретические разногласия.
Книгу Хармана о Красном мае 1968 года — «Последний огонь» («The Fire Last Time») — рок-группа Rage Against the Machine рекомендует в буклете-вкладыше к альбому Evil Empire.
Харман умер 7 ноября 2009 вследствие остановки сердца, находясь на конференции Центра социалистических исследований в Каире. Он похоронен рядом с могилой своего однопартийца Пола Фута на Хайгейтского кладбища, где покоится и Карл Маркс.

## Книги и брошюры
- Education, capitalism and the student revolt (1968)
- Russia: How the Revolution Was Lost (1969)
- Unemployment and how to fight it (with Dave Peers) (1971)
- Russia: How the Revolution was lost (1974)
- The struggle in Ireland (1974)
- Why Labour fails (1979)
- New technology and the struggle for socialism (1979)
- The summer of 1981 : a post-riot analysis (1981)
- Days of Hope: The General Strike of 1926 (with Duncan Hallas) (1981)
- Gramsci versus Reformism (1983)
- Explaining The Crisis: A Marxist Reappraisal (London, 1984) ISBN 0-906224-11-X
- The Changing Working Class: Essays on Class Structure Today (with Alex Callinicos) (London: Bookmarks, 1987) ISBN 0-906224-40-3
- Russia : from workers' state to state capitalism (with Peter Binns and Tony Cliff) (London, 1987)
- Class Struggles in Eastern Europe, 1945—1983 (London, 1988) ISBN 0-906224-47-0
- The Fire Last Time: 1968 And After (London, 1988) ISBN 1-898876-35-5
- The revolutionary paper (1991)
- In The Heat of the Struggle: 25 Years of Socialist Worker (editor) (with an introduction by Paul Foot) (1993) ISBN 0-906224-94-2
- Economics Of The Madhouse: Capitalism and the Market Today (London, 1995) ISBN 1-898876-03-7
- How Marxism Works (London, 1997) ISBN 1-898876-27-4
- The Lost Revolution: Germany 1918-23 (London, 1997) ISBN 1-898876-22-3
- Marxism And History: Two Essays (London, 1998) ISBN 1-898876-31-2
- The Prophet And The Proletariat: Islamic fundamentalism, class and revolution (London, 1999) ISBN 1-898877-18-1
- A People’s History of the World (1999) ISBN 1-898876-55-X